# Himnos y arengas
Himnos y arengas - zbiór poetycki autorstwa Zoilo Hilario, wydany w 1968 w Manili.
Opublikowany kilka lat po śmierci autora, z inicjatywy jego rodziny, nakładem Nueva Era Press. Poprzedzony został wstępem skreślonym piórem córki poety, Evangeliny V. Hilario-Lacson, napisanym już po angielsku. Przez historyków literatury analizowany jako przykład drastycznego spadku prestiżu języka hiszpańskiego na Filipinach. Wydany raczej jako pozycja pamiątkowa, nie zaś książka przeznaczona do obiegu wewnątrz żywego, aktywnego dyskursu literackiego.
Mimo niezbyt korzystnych okoliczności swojej publikacji doczekał się tłumaczeń na tagalski i angielski, jak również edycji cyfrowej opracowanej przez Instytut Cervantesa (2014).